# The Quilt
The Quilt è il quarto album in studio dei Gym Class Heroes distribuito da Fueled by Ramen/Decaydance Records il 9 settembre 2008.
La band ha ingaggiato nel nuovo album artisti di calibro internazionale tra cui Busta Rhymes, Estelle, Dary Hall, Patty Crash e The-Dream.

## Tracce
1. Guilty As Charged featuring Estelle
2. Drnk Txt Rmeo featuring Patty Crash
3. Peace Sign / Index Down featuring Busta Rhymes
4. Like Father, Like Son (Papa's Song)
5. Blinded By The Sun
6. Catch Me If You Can
7. Cookie Jar featuring The-Dream
8. Live A Little
9. Don't Tell Me It's Over
10. Live Forever (Fly With Me) featuring Darly & Hoates
11. Kissin' Ears
12. Home
13. No Place To Run
14. Coming Clean